# حوروينفر
حور ون نفر (باللغة المصرية: ḥr-wn-nfr "حورس أونوفريس") ، والمعروف أيضًا باسم حورغانوفور، وحارونوفريس، وحرمكس، وحيرغونافور، وحيروينفر، أو حوغرونافور، كان أحد مواطني مصر العليا الذي قاد مصر العليا للانفصال عن حكم بطليموس الرابع في 205 ق.م. لا توجد آثار لهذا الملك المصري، ولكن مع خليفته عنخ ون نفر (المعروف أيضًا باسم تشونوفريس أو عنخماكيس) كان يحتفظ بجزء كبير من مصر حتى عام 186 قبل الميلاد. إن الكتابة على الجرافيت التي يرجع تاريخها إلى حوالي 201 قبل الميلاد على جدار المعبد الجنائزي لستي الأول في أبيدوس، والتي يُطلق عليها الاسم اليوناني حيرغونافور، هي شهادة على مدى تأثيره. يبدو أنه توفي قبل عام 197 قبل الميلاد.

## فترة الحكم
في نقش على ناووس معبد إدفو، تم تأريخ بداية حكمه إلى الوقت الذي أعقب إتمام البوابة المزدوجة في العام السادس عشر من حكم بطليموس الرابع (206/205 قبل الميلاد). يعرف حور ون نفر أيضًا من خلال المستندات الديموطيقية. أقدم تاريخ يعود إلى 11 نوفمبر 205 قبل الميلاد. استخدم حور ون نفر، الذي ثار ضد حكم بطليموس الرابع في طيبة، المشاكل السياسية المحلية المختلفة الموجودة لبطليموس الرابع في ذلك الوقت. لسنة 217 ق.م. هناك شواهد على تمرد في شمال مصر أدى إلى حرب حزبية استمرت لسنوات. نشأت الانتفاضة في طيبة من هذه الاضطرابات.
في باثيريس، جنوب طيبة، حور ون نفر مؤرخ في 27 سبتمبر 204 قبل الميلاد. احتل في الفترة التالية على الأرجح مناطق واسعة من طيبة. نقش يوناني في المعبد الجنائزي الأبيدني لسيتي الأول. يشهد على السنة الخامسة من حكم حور ون نفر (حوالي 201 قبل الميلاد) ، وبالتالي في نفس الوقت كانت هذه المدينة على الأقل مؤقتًا في يديه. تم الاعتراف به رسميًا كملك من قبل كهنة آمون في طيبة. كل الوثائق من طيبة في ذلك الوقت تذكر هذا الحاكم فقط وتتجاهل بطليموس الرابع.
آخر مرة كان حور ون نفر في بردية طيبة في 9 يوليو و 7 أغسطس من عام 199 قبل الميلاد. في نفس الوقت تقريبًا، حاصر الجيش البطلمي أبيدوس. من غير المعروف ما إذا كان حور ون نفر قد أقام في أبيدوس أثناء هذا الحصار؛ فمن المحتمل أنه قُتل في قتال الحصار، حيث توج عنخ ون نفر كملك مصري جديد في طيبة بعد ذلك بوقت قصير. نشاط البناء من قبل حور ون نفر غير معروف، والذي قد يكون بسبب حقيقة أنه كان في معركة مستمرة مع قوات بطليموس الرابع.
نقوش أبيدين، وهي إحدى الوثائق القليلة المتبقية من عهده، باللغة المصرية باستخدام الأحرف اليونانية، وهي أقدم شهادة على التطور الذي سينتهي بالخط القبطي ليحل محل الديموطيقية المصرية الأصلية.